# Fishbone
Fishbone är en amerikansk rockgrupp. De spelar en musik som kan beskrivas som en blandning av flera olika sorters stilar, däribland funk, ska, reggae, punkrock och heavy metal. Gruppen bildades 1979 i en förort till Los Angeles av Angelo Moore (sång,  saxofon, theremin). Gruppens ursprungliga uppställning inkluderade också Kendall Jones (gitarr), John Norwood Fisher (basgitarr), Philip "Fish" Fisher (trummor), "Dirty" Walter A. Kibby II (sång, trumpet) och Chris Dowd (keyboard, trombon). Gruppen kom från samma scen i Los Angeles som senare skulle uppfostra grupper som Red Hot Chili Peppers och Jane's Addiction.

## Medlemmar
Nuvarande medlemmar
- Angelo Moore – sång, saxofon, theremin, slagverk (1979– )
- John Norwood Fisher – basgitarr, sång (1979– )
- "Dirty" Walter A. Kibby II – trumpet, sång (1979–2003, 2010– )
- Philip "Fish" Fisher – trummor (1979–1998, 2016– )
- John "JB" Bigham – gitarr, keyboard (1989–1997, 2017– )
- Christopher Dowd — keyboard, trombon, sång (1979–1994, 2018– )

Tidigare medlemmar
- Kendall Jones – gitarr, sång (1979–1993)
- Anthony Brewster – keyboard (1997–1998)
- Dion Murdock – trummor (1998–1999)
- John Steward – trummor (1999–2016)
- Tracey "Spacey T" Singleton – gitarr (1997–2003)
- Rocky George – gitarr (2003–2017)
- Curtis Storey – trumpet, sång (2005—2007)
- André "PaDre" Holmes – trumpet, sång (2004–2005, 2007–2008)
- John McKnight – keyboard, trombon, gitarr (1998–2001, 2005–2011)
- Dre Gipson – keyboard, sång  (2004–2013)
- Torrell (Tori) Ruffin gitarr (sporadisk, 2004–2011)
- Jay Armant – trombon, sång (2011–2018)
- Freddie Flint – keyboard (2013)
- Paul Hampton – keyboard (2013–2018)

## Diskografi

### Studioalbum
- In Your Face (1986)
- Truth and Soul (1988)
- The Reality of My Surroundings (1991)
- Give a Monkey a Brain and He'll Swear He's the Center of the Universe (1993)
- Chim Chim's Badass Revenge (1996)
- Fishbone and the Familyhood Nextperience Present: The Psychotic Friends Nuttwerx (2000)
- Still Stuck In Your Throat (2006)

### Livealbum
- Live at the Temple Bar and More (2002)
- Live in Amsterdam (2005) (CD/DVD, inspelad 2002)
- Fishbone Live (2009) (CD/DVD, inspelad april 2008 i Bordeaux)
- Live at The Independent (2012)

### EP
- Fishbone (1985)
- It's a Wonderful Life (1987)
- Set the Booty Up Right (1990)
- Fishbone and the Familyhood Nextperience Present: The Friendliest Psychosis of All (2002)

### DVD
- The Reality of My Surroundings - Past to Present (1991)
- Critical Times - Fishbone's Hen House Sessions (2001)
- Live in Amsterdam (2005) (CD/DVD, inspelad 2002)